# Дом на улице Вахтангова, 9

Первоначальный вид здания

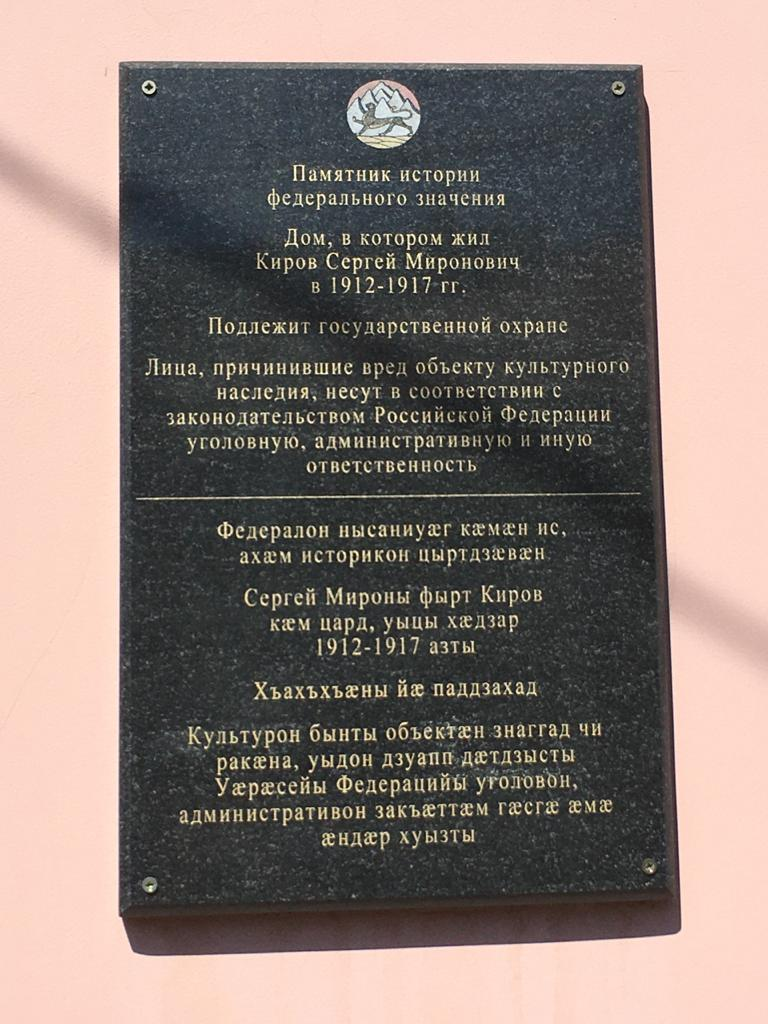
Информационная табличка

Дом на улице Вахтангова, 9 (ранее в переулке Вахтангова) — памятник истории во Владикавказе, Северная Осетия. Объект культурного наследия России федерального значения. Находится в исторической части города на улице Вахтангова, д. 9.
В этом доме после женитьбы на Марии Львовне Маркус (сестра революционера Якова Маркуса) жил большевистский деятель Сергей Киров — постоянно с 1912 по 1918 год и перерывами с 1918 по 1921 год. С 1909 по 1918 года Сергей Киров трудился репортёром, редактором в газете «Терек», редакция и типография которой располагалась в здании на Московской улице (сегодня — улица Кирова).
Кирпичный двухэтажный дом построен в 1883 году как часть жилого комплекса, выходящего парадной частью на Проспект Мира. В советское время в здании, выходящем на проспект Мира, находилась Республиканская библиотека имени Кирова. Дом на улице Вахтангова находится в восточной части этого комплекса.
В 1939 году на втором этаже дома был открыт музей-квартира, посвящённая Сергею Кирову. В этом же году была установлена мемориальная доска из белого мрамора с надписями на русском и осетинском языках с бронзовым профильным барельефом С. Кирова:

ЗДЕСЬ С 1912 по 1921 ГОД
ЖИЛ С. М. КИРОВ
АЦЫ ХӔДЗАРЫ 1912 АЗӔЙ
1921 АЗМӔ ЦАРДИ С. М. КИРОВ

В наше время[когда?] здание претерпело значительные изменения, утратив свой первоначальный вид. Была пристроена мансардная часть и перенесён парадный вход на правую сторону фасада. Левый вход был переделан в оконный проём. В настоящее время в здании находится Комитет по охране и использованию объектов культурного наследия Министерства культуры Северной Осетии (отдел этого Комитета также находится в здании бывшего Музея Терской области).
Архитектура
Фасад дома плоский. Второй этаж, имеющий четыре прямоугольных двухстворчатые окна, рассечён вертикальными пилястрами. Крайнее левое окно второго этажа выделено имитационным портиком. На первом этаже — три прямоугольных окна, между двумя левыми окнами мемориальная доска с барельефом С. Кирова и между двумя правыми окнами — информационная табличка о находящейся в этом доме организации.